# Marienfenster 3 (Évreux)

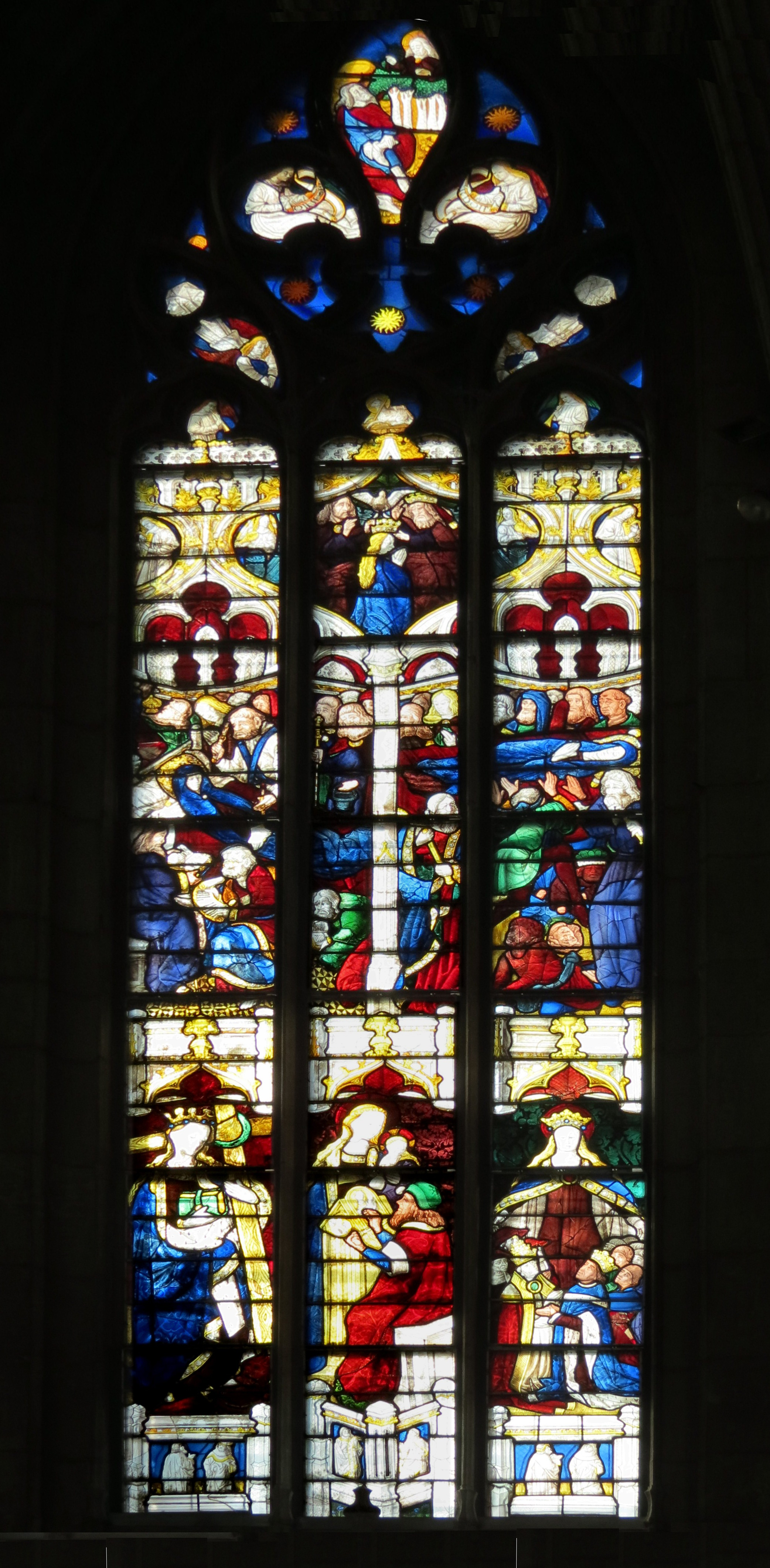
Marienfenster 3 in Évreux (Maßwerk abgeschnitten)

Das Marienfenster 3 in der Kathedrale Notre-Dame von Évreux, einer französischen Stadt im Département Eure in der Normandie, wurde von 1467 bis 1469 geschaffen. Das Bleiglasfenster wurde 1862 als Monument historique zusammen mit dem Kirchenbau in die Liste der Baudenkmäler in Frankreich aufgenommen.
Das circa 5,80 Meter hohe und circa zwei Meter breite Fenster Nr. 4 im Chor wurde von einer unbekannten Werkstatt geschaffen. Es wurde 1897 vom Atelier Duhamel-Marette restauriert.
Das Fenster mit Szenen der Verherrlichung Mariens wurde von König Ludwig XI. gestiftet. In der oberen großen Szene wird der Tod Mariens dargestellt, darüber wird Maria gekrönt von Gottvater, Jesus und dem Heiligen Geist in Gestalt der Taube.
Die untere Szene zeigt die Kreuzauffindung durch die heilige Helena, den Evangelisten Lukas sitzend vor der Madonna mit Kind und die Schutzmantelmadonna, die Ludwig XI. unter ihre Obhut nimmt. Links neben Ludwig XI. steht der Papst Paul II. und der Kardinal Jean de La Balue, Minister unter Ludwig XI.
Im Maßwerk ist Moses und der Brennende Dornbusch umgeben von Engeln dargestellt.

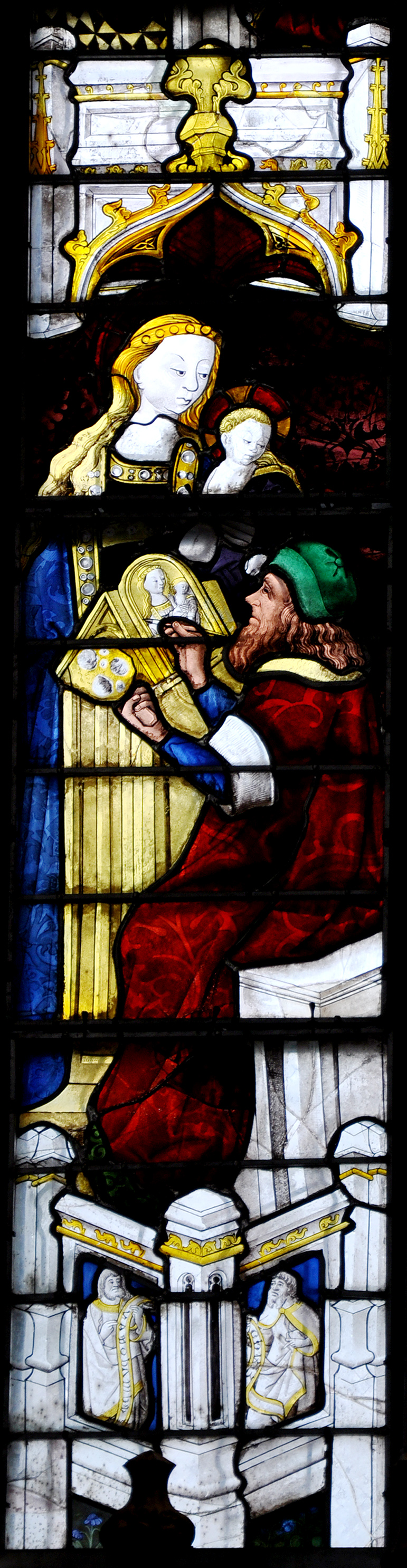
Madonna mit Kind und der Evangelist Lukas
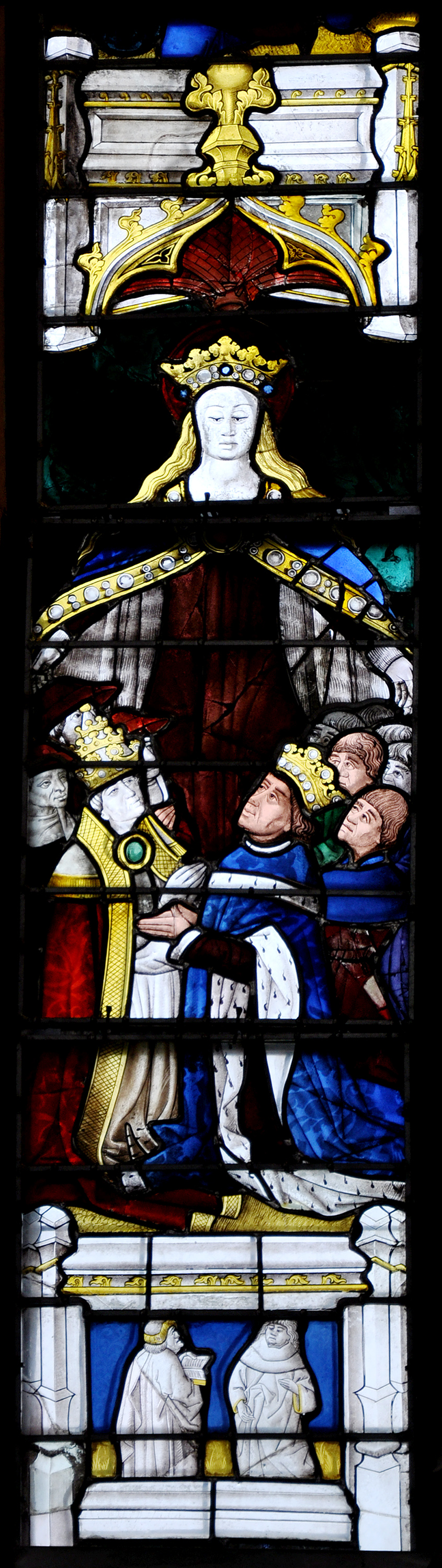
Schutzmantelmadonna mit Ludwig XI. und Paul II.